# Argüelles (stacja metra)
Argüelles – stacja metra w Madrycie, na linii 3, 4 i 6. Znajduje się na granicy dzielnic Moncloa-Aravaca i Centro, w Madrycie i zlokalizowana pomiędzy stacjami Moncloa, Ventura Rodríguez (linia 3), San Bernardo (linia 4) oraz Príncipe Pío (linia 6). Została otwarta 15 lipca 1941.